# Vechiul Regim (din Franța)
Vechiul Regim (franceză Ancien Régime, pronunțat: /ɑ̃sjɛ̃ ʁeʒim/) este perioada din istoria Franței dintre Renaștere și Revoluția Franceză, cu alte cuvinte, între secolele al XVI-lea și al XVIII-lea. Potrivit istoriografiei franceze, această perioadă corespunde începutului Epocii moderne. Termenul regim se referă la regimul politic, mai precis la instituțiile statului - tipul de guvernământ - o monarhie absolutistă. Principalul punct de sprijin al doctrinei era dreptul divin al monarhului. Spre deosebire de societatea feudală însă, puterea politică era din ce în ce mai concentrată în mâinile monarhului, cu toate că din unele aspecte aceasta era limitată de corpurile intermediare, de provincii, de parlamente etc.
Cu toate că expresia era folosită înainte, termenul este cunoscut în principal datorită lui Alexis de Tocqueville, care îl detaliează în eseul său „Vechiul Regim și Revoluția”  din 1856. În această lucrare, de Tocqueville descrie monarhia absolutistă în funcție de societatea medievală care a precedat-o. Semnificația inițială a termenului utilizată de către revoluționarii francezi era de natură peiorativă, fiind o formă de exprimare a dezaprobării societății anterioare și implicit de aprobare a „Noii Ordini”.

## Origini
Structurile administrative și ale societății Vechiului Regim erau rezultatul a sute de ani de formare statală, hotărâri legislative, conflicte interne și războaie civile. Aceasta a dus la un sistem cu numeroase diferențe și incoerențe administrative între regiuni diferențe care au dat un impuls puternic uniformizării administrative din perioara Revoluției. 

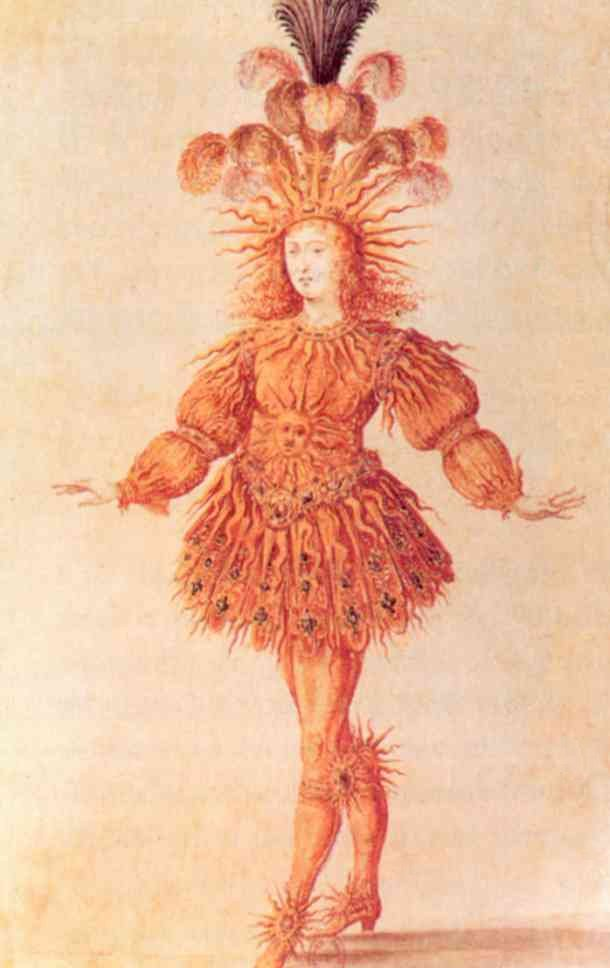
Ludovic al XIV-lea - Regele Soare

Mare parte din procesul de centralizare politică a Franței a fost distrusă de războiul de o sută de ani, iar Războaiele Religiilor ce l-au urmat au îngreunat semnificativ reluarea procesului de centralizare. Mare parte din domniile lui Henric al IV-lea, Ludovic al XIII-lea și începutul domniei lui Ludovic al XIV-lea au fost concentrate pe centralizarea administrativă. Cu toate acestea, în ciuda puterii absolute a monarhului și a eforturilor de centralizare, sistemul Vechiului Regim a rămas unul cu iregularități sistemice: prerogativele administrative, de taxare, judiciare și prerogativele ecleziastice se suprapuneau de multe ori, iar nobilimea franceză încerca să își păstreze drepturile și prerogativele în domenii de administrație locală sau justiție.
Nevoia de centralizare a perioadei a fost direct legată de chestiunea finanțelor regale și de posibilitatea de a purta războaie. Conflictele interne și dinastice din secolele al XVI-lea și al XVII-lea, precum și conflictele externe (în principal cel cu Habsburgii) și cele ce au dus la expansiunea teritorială, necesitau sume importante de bani ce erau colectați prin diverse taxe, prin contribuții individuale și din rândul nobilimii.
Unul din principalele elemente ale centralizării era înlocuirea sistemelor clientelare organizate în jurul nobilimii, cu sisteme instituționale organizate în jurul statului. Astfel a fost creat postul de intendent - reprezentant al puterii regale în provincii - poziție ce a subminat, în mod important, puterea nobilimii. Un rol din ce în ce mai important îl avea și „Noblesse de Robe” - nobilii ce ocupau funcții în administrație sau justiție și care de cele mai multe ori au făcut studii importante. Parlamentele regionale au avut inițial scopul de a facilita introducerea puterii regale, dar cu timpul acestea au devenit din ce în ce mai autonome.

## Societatea franceză

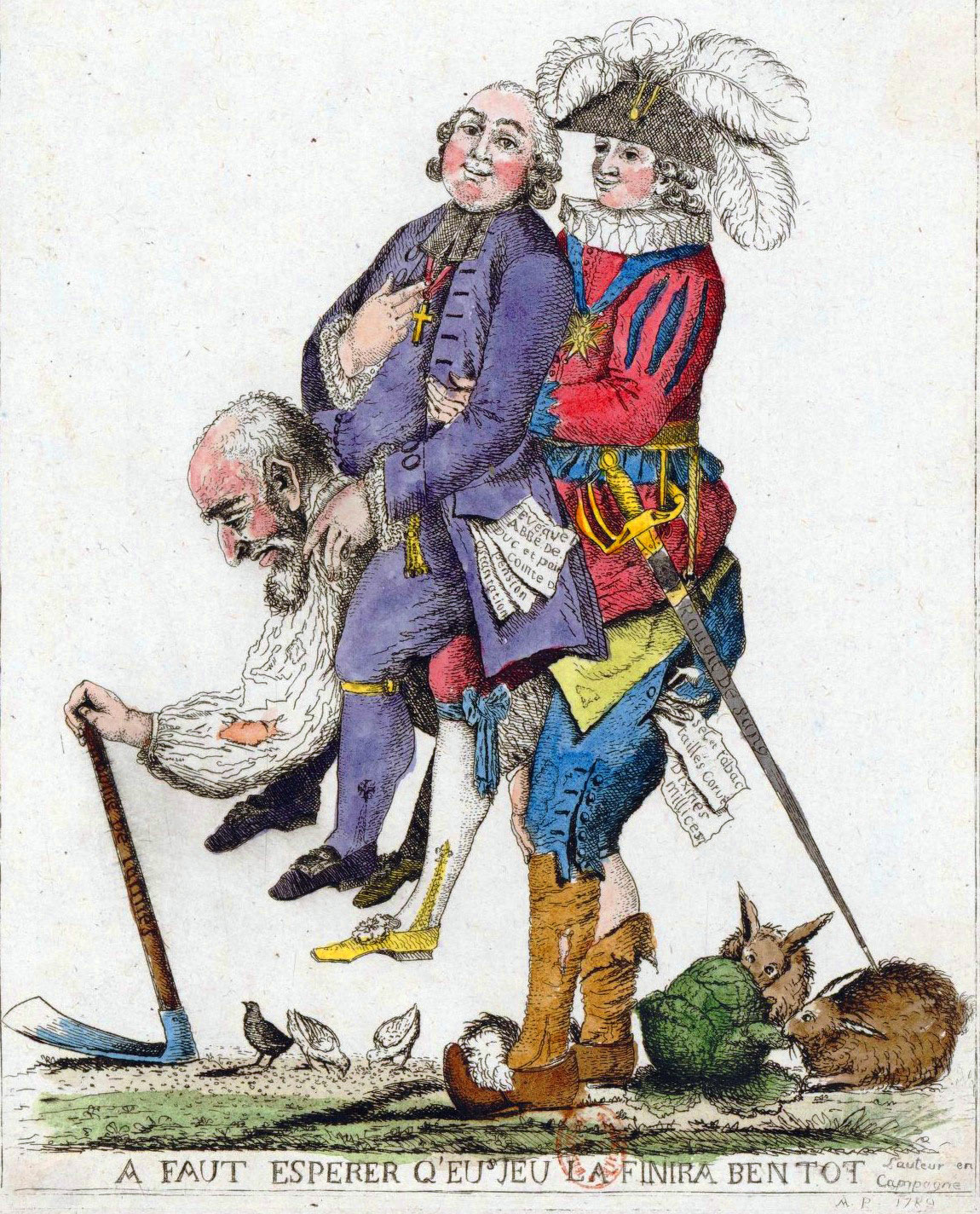
Caricatură reprezentând cele trei stări: Clerul și nobilimea pe spinarea stării a treia

În secolul al XVIII-lea societatea franceză era împărțită în ordine sau stări. Clerul forma prima stare, nobilimea, starea a doua, iar starea a treia cuprindea restul populației, formată din burghezie, țărani și muncitori urbani.

### Prima stare
Existau circa 130.000 de clerici, din care 60.000 erau membri ai ordinelor monahale. Cei 70.000 de clerici seculari lucrau în parohii. Se obișnuia ca cei mai tineri fii ai marilor nobili să urmeze cariera bisericească, pentru a se putea îmbogăți. Mulți episcopi dețineau mai multe episcopate și nu erau văzuți niciodată slujind în vreuna dintre ele. Acest lucru a provocat mari scandaluri și biserica a fost percepută de populație ca o instituție coruptă.
Biserica Catolică era cel mai mare proprietar funciar în Franța. Clerul beneficia de pe urma perceperii dijmei și era scutit de plata impozitelor. Preoții ocupau o importantă poziție în stat, se ocupau de săraci, spitale și școli și țineau registrele de stare civilă, notând în registrele parohiale nașterile, căsătoriile și decesele.

### Starea a doua
Starea a doua era cea mai puternică. Numărul nobililor varia între 110.000 până la 350.000 – adică 0,5% până la 1,5% din populație.
Cei mai puternici erau cei 4.000 de nobili de curte, categorie  limitată la cei a căror ascendență nobiliară data de dinainte de 1400 și care își permiteau costul vieții de la Versailles.
Următoarea ca importanță practică era nobilimea de robă, nobili care lucrau în administrație și justiție, în special magistrații din parlamente.
Restul nobilimii, care constituiau majoritatea clasei nobiliare, trăia la țară. Principala sursă de venit a nobilimii era pământul, deținând ¼ până la 1/3 din acesta precum  și între 15%-25% din venitul Bisericii, întrucât toți episcopii erau nobili.
Toate funcțiile înalte erau ocupate de nobilime. De asemenea, se bucurau de numeroase privilegii, fiind judecați de tribunale speciale, scutiți de serviciul militar, de munca la întreținerea drumurilor, aveau drepturi exclusive la vânătoare și pescuit, drept de monopol asupra morilor, cuptoarelor de pâine și teascuri, beneficiau și de scutiri de impozite.
În general nobilimea era ostilă schimbării și se cramponau de privilegiile lor ca fiind singurele care îi distingeau de oamenii de rând. Totuși nobilimea nu era o castă închisă ci o elită deschisă, acceptând deseori alianța cu burghezia, dacă acest lucru ducea la întărirea puterii sale economice. De altfel, puteai deveni nobil fie prin favoarea acordată direct de rege, fie cumpărând anumite slujbe. Deși nobili își puteau pierde titlul de noblețe dacă desfășurau activități economice specifice oamenilor de rând, cum erau comerțul sau munca manuală, unii dintre ei s-au implicat în metalurgie, minerit sau sistemul bancar.

### Starea a treia
În fruntea stării a treia se afla burghezia care reprezenta un grup social eterogen care nu aveau titluri nobiliare și nu erau nici țărani, nici muncitori urbani. Cei mai bogați din categoria burgheziei erau negustori ale căror venituri din activitățile comerciale au sporit în numai un secol la 440% mai bogați. Alți burghezi erau bancheri, latifundiari, liber-profesioniști (medici, scriitori, avocați), funcționari publici. În total existau circa 2,3 milioane de burghezi, circa 8% din totalul populației.
A doua componentă a stării a treia, de departe cea mai numeroasă, era țărănimea. Circa 85% din populația Franței trăia în mediul rural și majoritatea o formau țăranii. Estimările suprafeței de teren pe care o dețineau variază între 25 – 45% din total. Exista un mic strat (circa 600.000) de mari fermieri, care cultivau pentru a vinde, angajau alți țărani cu ziua și dădeau bani cu împrumut. Mai numeroși erau  les laboureurs, țăranii care cultivau pentru propriul consum și care, în anii buni, obțineau și un mic surplus. Aceste două componente ale țărănimii au dus-o relativ bine în tot secolul XVIII până în anii 1770. Celelalte două părți ale țărănimii erau țăranii dijmași, lipsiți de capital și care dădeau jumătate de recoltă proprietarilor pământului, și țăranii lipsiți de pământ care nu dețineau decât casele și grădinile. Țăranul sărac nu avea nici o speranță în a trăi mai bine și trăia în nesiguranță deoarece vremea rea sau boala îl puteau aduce în rândul vagabonzilor, care trăiau din cerșit, furt și slujbe ocazionale. Toți țăranii erau obligați să plătească dijma bisericii, impozite statului (la taille, la vingtieme, la capitation și la gabelle) și obligațiile feudale seniorului lor (la corvee, le champart – părți din recoltă -, lods et ventes – o taxă plătită seniorului când bunurile își schimbau proprietarul). Situația țăranilor diferă de la o provincie la alta. De pildă, țăranii din Midi nu plăteau deloc dări, în schimb cei din Bretania și Burgundia aveau dările cele mai mari. Povara cea mai grea pentru țărani erau arenzile. Acestea au crescut accentuat în a doua jumătate a secolului al XVIII-lea, ca urmare a creșterii populației de la 22,4 milioane în 1705 la 27,9 milioane în 1790.
Ce-a de-a treia componentă a stării a treia o formau muncitorii urbani. Majoritatea muncitorilor de la oraș trăiau în locuințe aglomerate și insalubre. Ei erau necalificați și săraci. Meșteșugarii erau organizați în bresle. Orele de muncă erau multe – 16 ore pe zi, 6 zile pe săptămână. Nivelul de trai al salariaților scăzuse lent deoarece prețurile urcaseră în medie cu 65% în timp ce salariile numai cu 22%. Nu prea exista producție pe scară mare: numărul mediu de oameni într-un atelier din  Paris în 1789 era de 16. Maiștrii și lucrătorii munceau și trăiau împreună și erau afectați de creșterea prețului pâinii deoarece ea constituia ¾ din hrana zilnică.

## Diviziunile teritoriale
Originea istorică sau geografică diferită a teritoriilor, face ca diversele instituții teritoriale din componența regatului Franței să fie diferită în funcție de puterile exersate. Astfel existau mai multe categorii de entități teritoriale: metropole, provincii, dioceze, ducate, baronii, guvernăminte, state, electorate, generalități, intendențe, parlamente, etc... Numele entităților erau în general aceleași pentru o zonă geografică dată, dar teritoriul nu era aproape niciodată același. Astfel teritoriul parlamentului de Artois nu corespunde cu teritoriul guvernământului de Artois sau cu acela al intendenței Artois. În plus, sistemul legal era diferent de la o regiune la alta: în sudul Franței, legile erau scrise și erau derivate din Dreptul roman, în timp ce în nordul Franței predomina Dreptul comun (legile de drept comun fiind codificate în scris abia în 1453).
Din punct de vedere teritorial, Regatul Francez în Vechiul Regim era împărțit în provincii. O provincie era un teritoriu, în general cu o suprafață importantă, în cadrul căruia locuitorii se recunoșteau după o serie de caracteristici proprii, teritoriu cu o istorie comună, o cultură și obiceiuri originale, tradiții particulare, cu privilegii și cutume (legislație) diferite de provinciile vecine și uneori o limbă cât de cât comună sau cu o populație aparținând unui grup etnic specific. Provinciile erau, în general, formate prin reunirea unor teritorii mai mici (franceză pays), conține unul sau mai multe orașe importante, iar diviziunea cea mai comună este între partea de sus (haute) și de jos (basse').
Mult timp, cele mai importante diviziuni teritoriale erau guvernămintele  conduse de un guvernator . Acestea își au originile în fiefurile feudale, inițial fiind în număr de 12: 6 fiefuri nobile: ducatele Aquitania, Gasconia, Normandia, comitatele Toulouse, Flandra, Champagne, 6 fiefuri ecleziastice: Arhiepiscopatele Reims, Sens, Langres și episcopatele Beauvais, Noyon și Châlons. Cu timpul, aceste teritorii sunt divizate astfel că numărul lor crește, iar cu timpul ele sunt integrate domeniului regal. La sfârșitul vechiului regim, denumirea de guvernământ ajunge să fie sinonimă cu cea de provincie, dar numărul lor variază, în general în jur de 33. Multe dintre acestea conțin teritorii care la diferite momente istorice au devenit guvernăminte autonome, dar de importanță mai redusă.
Guvernatorii erau în principiu reprezentanții regelui, iar aceștia puteau fi revocați în orice moment. Cu toate acestea, unii guvernatori conduceau anumite regiuni în mod dinastic. În lipsa guvernatorului, prerogativele acestuia erau în sarcina unui locotenent general , al cărui rol inițial era de a contrabalansa influența guvernatorului. Importanța acestuia scade cu timpul, devenind un titlu onorific din cadrul curții regale, sau revenind moștenitorului guvernatorului. Rolul principal al unui guvernator era cel militar, dar acesta putea avea și îndatoriri administrative sau executive. Multe prerogative ale guvernatorilor vor dispărea începând cu jumătatea secolului al XVII-lea odată cu instituirea postului de intendent de finanțe, poliție și justiție.
| Principalele Provincii ale Franței, împreună cu capitalele provinciale indicate cu caractere italice. Orașele indicate cu caractere îngroșate erau sediile parlamentelor regionale. | Principalele Provincii ale Franței, împreună cu capitalele provinciale indicate cu caractere italice. Orașele indicate cu caractere îngroșate erau sediile parlamentelor regionale. | Principalele Provincii ale Franței, împreună cu capitalele provinciale indicate cu caractere italice. Orașele indicate cu caractere îngroșate erau sediile parlamentelor regionale. |
| --- | --- | --- |
| 1. Île-de-France (Paris) 2. Berry (Bourges) 3. Orléanais (Orléans) 4. Normandia (Rouen) 5. Languedoc (Toulouse) 6. Lyonnais (Lyon) 7. Dauphiné (Grenoble) 8. Champagne (Troyes) 9. Aunis (La Rochelle) 10. Saintonge (Saintes) 11. Poitou (Poitiers) 12. Guyenne și Gasconia (Bordeaux) 13. Burgundia (Dijon) 14. Picardia (Amiens) 15. Anjou (Angers) 16. Provence (Aix-en-Provence) 17. Angoumois (Angoulême) 18. Bourbonnais (Moulins) 19. Marche (Guéret) 20. Bretania (Rennes, parl. temporar la Nantes) 21. Maine (Le Mans) | 1. Touraine (Tours) 2. Limousin (Limoges) 3. Comitatul Foix (Foix) 4. Comitatul Auvergne (Clermont-Ferrand) 5. Béarn (Pau) 6. Alsacia (Strasbourg, parl. la Colmar) 7. Artois (Arras) 8. Roussillon (Perpignan) 9. Flandera și Hainaut (Lille, parl. inițial la Tournai, apoi la Douai) 10. Comitatul Burgundia»Franche-Comté (Besançon, anterior Dole) 11. Lorena (Nancy) 12. Corsica (în afara hărții, Ajaccio, parl. la Bastia) - O serie de teritorii franceze actualmente și indicate pe hartă nu au aparținut oficial Regatului Franței: 13. Nivernais (Nevers) 14. Comtat Venaissin (Avignon), un fief Papal 15. Orașul Imperial Liber Mulhouse 16. Savoia, un fief al Sardiniei 17. Nisa, un fief al Sardiniei 18. Comitatul Montbéliard, un fief al Ducatului Württemberg | Provinces of France |

Într-o încercare de a reforma sistemul începând din secolul al XVI-lea, au fost formate noi diviziuni administrative numite recettes générales, dar cunoscute sub numele de généralité . Acestea erau inițial districte de taxare, dependente de trezorierul general, în fiecare teritoriu fiind înființat un Birou de finanțe. Încă de la început, districtele erau inspectate de un controlor de conturi. Din secolul al XVII-lea, acesta poartă titlul de „intendent de poliție, justiție și comisar al regelui” (franceză intendant de police, justice et finance et commissaire départi du roi) indicând competențele extinse ale acestuia, în domeniul justiției și poliției.
Erau trei tipuri de generalități: „pays d'élection”, „pays d'état” și „pays d'imposition”. Prima categorie, „pays d'élection”, era reprezentată de posesiunile vechi ale coroanei franceze, iar nivelul taxelor colectate era stabilit de funcționari inițial aleși (de unde numele), dar ulterior postul putea fi cumpărat. „Pays d'état”, erau acele teritorii integrate în Regatul Franței care au păstrat un anumit nivel de autonomie și aveau propriul lor parlament local. Acesta era responsabil într-o măsură importantă de colectarea taxelor. „Pays d'imposition” erau acele teritorii recent cucerite de Regat care își păstrau încă instituțiile proprii. Statutul lor era similar cu cel al unei „pays d'état”. Înainte de Revoluție erau 36 generalități, ultimele fiind create în 1784.
| Généralités ale Regatului Franței în funcție de oraș (și provincie). cu roșu sunt indicare "pays d'état"; cu alb "pays d'élection"; cu galben "pays d'imposition". | Généralités ale Regatului Franței în funcție de oraș (și provincie). cu roșu sunt indicare "pays d'état"; cu alb "pays d'élection"; cu galben "pays d'imposition". | Généralités ale Regatului Franței în funcție de oraș (și provincie). cu roșu sunt indicare "pays d'état"; cu alb "pays d'élection"; cu galben "pays d'imposition". |
| --- | --- | --- |
| 1. Généralité de Bordeaux, (Agen, Guyenne) 2. Généralité de Provence, sau Aix-en-Provence (Provence) 3. Généralité de Amiens (Picardia) 4. Généralité de Bourges (Berry) 5. Généralité de Caen (Normandia) 6. Généralité de Châlons (Champagne) 7. Généralité de Bourgogne, Dijon (Burgundia) 8. Généralité de Grenoble (Dauphiné) 9. Généralité de Issoire, ulterior Riom (Auvergne) 10. Généralité de Lyon (Lyonnais, Beaujolais și Forez) 11. Généralité de Montpellier (Languedoc) 12. Généralité de Paris (Île-de-France) 13. Généralité de Poitiers (Poitou) 14. Généralité de Rouen (Normandia) 15. Généralité de Toulouse (Languedoc) 16. Généralité de Tours (Touraine, Maine și Anjou) 17. Généralité de Metz (Trei episcopate) 18. Généralité de Nantes apoi Rennes (Bretania) 19. Généralité de Limoges (divizată în: Angoumois & Limousin - Marche) | 1. Généralité de Orléans (Orléanais) 2. Généralité de Moulins (Bourbonnais) 3. Généralité de Soissons (Picardia) 4. Généralité de Montauban (Gasconia) 5. Généralité de Alençon (Perche) 6. Généralité de Perpignan (Roussillon) 7. Généralité de Besançon (Franche-Comté) 8. Généralité de Valenciennes (Hainaut) 9. Généralité de Strasbourg (Alsacia) 10. Intendence de Bretagne (Rennes) 11. Généralité de Lille (Flandra) 12. Généralité de La Rochelle (Aunis și Saintonge) 13. Généralité de Nancy (Lorena) 14. Généralité de Trévoux (Dombes) 15. Généralité de Corsica, sau Bastia (Corsica) 16. Généralité de Auch (Gasconia) 17. Généralité de Bayonne (Labourd) 18. Généralité de Pau (Béarn și Soule) | |

## Administrația
Unul dintre principiile de bază ale monarhiei franceze era acela că regele nu poate să acționeze fără sfatul consiliului său; formula „le roi en son conseil”  exprima acest aspect. Respectând acest principiu, aparatul administrativ al statului francez în perioada vechiului regim a evoluat de la un sistem feudal clientelar, la un aparat administrativ complex, format din membrii nobilimii vechi, ai nobilimii cancelariei („noblesse de robe”) și din profesioniști ai administrației.
La sfârșitul Evului Mediu, sub Carol VIII și Ludovic XII, consiliul era format din membri aparținând  aproximativ unui număr de 20 familii nobile cu o mare influență; în perioada lui Francisc I, numărul acestora a crescut până în jur de 70 indivizi. Cele mai importante poziții erau acelea de „connétable” (ofițerul suprem al armatei) și de „chancelier” (șeful justiției). În timpul Renașterii, administrația e divizată între un consiliu redus („consiliu secret” și ulterior „înalt consiliu”) de 6 sau mai puțini membri, ce trata problemele importante ale statului; și dintr-un consiliu mai mare ce trata problemele judiciare și financiare. Cu timpul, procesul de decizie din Consiliul Regelui a fost divizat între mai multe consilii regale. În secolele al XVII-lea și al XVIII-lea, acestea erau:
Consilii Guvernamentale:
- Conseil d'en haut („Înaltul Consiliu”) - format din rege, prințul moștenitor („le dauphin”), cancelarul, controlorul general de finanțe și din secretarul de stat responsabil cu afacerile externe.
- Conseil des dépêches („Consiliul Depeșelor”, se ocupa cu știrile și rapoartele administrative din provincii) - format din: rege, cancelar, secretarii de stat, controlorul general de finanțe și alși consilieri în funcție de subiectele discutate
- Conseil de Conscience („Consiliul Conștiinței”, se ocupa cu afaceri religioase)

Consilii Financiare:
- Conseil royal des finances („Consiliul Regal de Finanțe”) - format din: rege, șeful consiliului de finanțe (un post onorific), cancelar, controlorul general de finanțe și consilierii acestuia și din intentenții de finanțe.
- Conseil royal de commerce („Consiliul Regal de Comerț”) - format pentru a ușura activitățile precedentului, a avaut o existență efemeră

Consilii ale Justiției și Administrației:
- Conseil d'État et des Finances sau Conseil ordinaire des Finances — a existat în vremea lui Ludovic al XIII-lea, atributele sale fiind preluate ulterior de:
- Conseil privé sau Conseil des parties' sau Conseil d'État ("Consiliul de Stat", se ocupa cu afacerile de justiție) — cel mai mare dintre consiliile regale, format din: cancelar, ducii nobili, miniștrii și secretarii de stat, controlorul general de finanțe, cei 30 consilieri de stat, cei 80 maître des requêtes și intendenții de finanțe.
- Grande Direction des Finances
- Petite Direction des Finances

În plus față de instituțiile administrative de mai sus, regele era înconjurat de curtea sa și de un numeros personal regrupate sub numele de Maison du Roi („Casa Regală”). Aceasta era în subordinea unui Grand maître de France, iar de la sfârșitul secolului al XVII-lea, aceasta are statut de minister.
La sfârșitul secolului al XVII-lea, aparatul administrativ era format astfel din următoarele posturi, din care majoritatea erau deținute de nobilimea de cancelarie:
- „principal ministre de l'état” („ministru principal al statului”): era un post deținut ocazional începând din perioada lui Ludovic al XIII-lea, de către cei mai importanți și influenți oameni de stat - Sully, Concini, Richelieu, Mazarin, Jean-Baptiste Colbert, Cardinal de Fleury, Turgot, etc.
- „Chancelier de France” („Cancelarul Franței”) - ministrul justiției. Adjunctul său era numit „garde des Scéaux” („păstrătorul Sigiliilor”) și putea să preia rolul cancelarului în situația de incapacitare a acestuia.
- „Contrôleur général des finances” („controlor general de finanțe”) - ministrul responsabil cu finanțele.
- „Secrétaire d'État” („Secretari de Stat”) - post creat în 1547 de Henric II, în general în număr de 4, ocazional 5:
  - „Secrétaire d'État aux Affaires étrangères” („Secretar de Stat al Afacerilor Externe”)
  - „Secrétaire d'État de la Guerre” („Secretar de Stat al Războiului”) - era responsabil și de provinciile periferice
  - „Secrétaire d'État de la Marine” („Secretar de Stat al Marinei”)
  - „Secrétaire d'État de la Maison du roi” („Secretarul de Stat al Casei Regelu”i) - superviza de asemenea clerul și administrația Parisului și a provinciilor neperiferice.
  - „Secrétaire d'État de la Religion prétendue réformée” („Secretarul de Stat al Afacerilor Religioase Protestante”) integrat în Casa Regală în 1749.
- „Conseiller d'État” („Consilier de Stat”), în general 30
- „Maître des requêtes” în general 80
- „Intendant de finance” (Intendent de finanțe) (6)
- „Intendant de commerce” (Intendent de comerț) (4 - 5)
- „Ministre d'État” (Miniștru de Stat) (număr variabil)
- „Trésorier” (Trezorier)
- „Fermiers généraux” - colectori de taxe (40 ulterior 60)
- „Surintendant général des postes” (Superintendent al Sistemului poștal)
- „Directeur général des Bâtiments du Roi” (Director General al Construcțiilor Regelui)
- „Directeur général des fortifications” („Director General al Fortificațiilor”)
- „Lieutenant général de Police de Paris” (însărcinat cu ordinea publică a capitalei)
- „Archevêque de Paris” (Arhiepiscop de Paris)
- Confesor Regal

În Evul Mediu administrația domeniilor regale era organizată în teritorii denumite bailliages sau sénéchaussées (în funcție de regiune), dar la începutul Epocii Moderne rolul acestora a scăzuti, un bailliage fiind doar o judecătorie. Începând cu secolul al XVI-lea rolul administrativ a revenit provinciilor și guvernatorilor acestora. Datorită puterii acumulate de generații succesive de guvernatori, de la jumătatea secolului al XVII-lea a crecut importanța intendenților, aceștia fiind funcționari de meserie a căror activitate era mai ușor verificabilă.
În secolul XVIII administrația regală era bine implementată în provincii, în ciuda protestelor parlamentelor regionale. Acestea, pe lângă rolul lor de curți de apel, mai aveau și rolul de a aproba edictele regale și de a formula plângeri legate de acestea, având astfel și un rol reprezentativ, dar doar al claselor superioare. Cu toate că teoretic aveau dreptul de a refuza un edict regal, acesta putea fi impus de rege, reducând astfel puterea reală a parlamentelor.
Instituția reprezentativă a regatului era Stările Generale care reunea cele trei stări ale regatului (clerul, nobilimea și starea a treia) precum și stările provinciale. Stările Generale puteau fi convocate în situații de criză sau erau convicate de părțile nemulțumite de prerogativele regale, dar puterea reală a stărilor era limitată. Disensiunile existente în cadrul adunării făcea ca activitatea acestora să fie redusă, stările fiind deseori dizolvate înainte de a ajunge la o hotărâre. Ca un semn al absolutismului monarhului, stările nu au fost convocate între 1614 și 1789.

## Finanțele
Unul din principalele motive ale centralizării administrative a Regatului Franței a fost eficientizarea colectării taxelor. Districtele de taxare au fost în repetate rânduri reformate înceând cu secolul al XIV-lea. Înainte de această perioadă colectarea taxelor era la latitudinea seniorilor teritoriilor cunoscute ca „bailliages sau „sénéchaussées. În secolele XIV și XV administrația financiară era condusă de două consilii financiare ce lucrau împreună: cei patru „Généraux des finances” (cunoscuți și ca „général conseiller” sau „receveur général” ) supravegheau colectarea taxelor de către agenții colectori („receveurs) și cei patru „Trésoriers de France (Trezorieri) supravegheau veniturile din domeniile regale. Cei patru membrii erau responsabili fiecare pentru câte o circumscripție geografică (din secolul XV cunoscută ca „généralité” - generalitate): Languedoïl, Languedoc, Outre-Seine-and-Yonne și Nomandia. Colectiv, membrii consiliilor de finanțe erau cunoscuți ca și „Messieurs des finances”.
În secolul XVI, în încercarea de a avea un control mai direct asupra finanțelor și pentru a reduce puterea celor două consilii, acuzate de a avea eficiență redusă, regii franței au instituit o serie de reforme prin care au restructurat administrația financiară centrală și au crescut numărul generalităților. În 1542 acestea erau în număr de 16, la sfârșitul secolului XVI acestea erau 21 iar înainte de Revoluție acestea erau în număr de 36. Administrația generaităților a trecut printr-o succesiune de reforme. În 1577 în fiecare generalitate se înfiinșează un birou de finanțe unde lucrau 5 trezorieri („trésoriers généraux”). În secolul XVII, rolul controlorului de finanțe crește, acesta devenind „intendant” (intendent) de finanțe, justiție și poliție iar termenii „généralité” și „intendance” au devenit aproape sinonimi. Până în 1661, șeful sistemului finanțelor este cunoscut ca și „surintendant des finances”; odată cu destituirea lui Fouquet, postul a fost înlocuit cu poziția inferioară de „contrôleur général des finances”. Până în secolul XVII colectorii de taxe erau cunoscuți sub numele de „receveurs”. În 1680 a fost instituit sistemul cunoscut sub numele de Ferme Générale. Acesta era un sistem de francizare a dreptului de a colecta taxe prin care un individ putea cumpăra, pe o perioadă de 6 ani, dreptul de a colecta taxe în numele regelui. Principalii colectori erau cunoscuți ca „fermiers généraux”.
Una dintre principalele surse de impozitare era taxa numită „taille”. Aceasta era o taxă directă, anuală, plătită de toată lumea cu excepția clerului, nobilimii, ofițerilor coroanei, militarilor, magistraților, profesorilor universitari și studenții acestora și anumite orașe (orașe libere) cum ar fi de exemplu Parisul. Clasificarea regiunilor în „pays d'élection”, „pays d'état” și „pays d'imposition” era legată direct de modul de prelevare a acestei taxe. Alte taxe erau „taillon” - o taxă pentru scopuri militare; „gabelle” - taxă pe sare; „aides” un impozit indirect național; taxe pe diverse produse: vin, bere, ulei și altele; taxe vamele „douane” sau „octroi”; și taxe locale. În plus, biserica beneficia de o taxă obligatorie, „dîme” - dijmă sau zecime. Ludovic al XIV-lea a creat o serie de taxe adiționale: „capitation” (din 1695) o taxă pe cap de locuitor; „dixième” - o zecime (între 1710-1717 și iar din 1733) o taxă pentru a finanța armata, taxă pe venit și proprietate. În 1749, în timpul lui Ludovic al XV-lea, a fost instituit o nouă taxă bazată pe „dixième”, taxa „vingtième” (1/20), taxă instituită pentru a reduce deficitul.
Alte sursă importantă de venituri erau:
- taxele plătite pentru a ocupa poziții de stat (membrii parlamentelor, magistrații, maître des requêtes și ofițerii financiari). Multe dintre aceste taxe erau importante, dar poziția obținută era avantajoasă din punct de vedere financiar și conferea un titlu nobil. Din 1467 aceste posturi erau irevocabile și odată cumpărate, posturile deveneau ereditare. Astfel, pentru a crește veniturile statul crea uneori posturi noi iar importanța posturilor a făcut ca un întreg sistem de taxe și modalități de transfer al posturilor să fie dezvoltat.
- „dările gratuite” plătite de biserică. Acestea erau colectate din venitul clerului iar taxa corespunzătoare era numită „décime”.
- împrumuturi din surse private (marile familii europene de banchieri) sau publice. Cea mai importantă sursă de venituri publice era sistemul „rentes sur l'Hôtel de Ville” din Paris, un fel de sistem de obligațiuni instituit începând cu 1523 sub Francisc I.

## Justiția

### Curțile inferioare
Justiția în fiefurile senioriale (inclusiv teritoriile bisericii sau orașe) era în responsabilitatea seniorului sau a delegaților săi. Începând cu secoul XV, sarcinile lecate de justiție au revenit din ce în ce mai mult în responsabilitatea judecătoriilor, numite „bailliages” sau „sénéchaussées”, lăsând la latitudinea seniorilor doar afacerile legate de taxele și îndatoririle senioriale și chestiunile mărunte de justiție. Judecătoriile erau în număr de 90 în secolul XVI iar numărul lor a crescut foarte mult până în secolul XVIII. Acestea erau subdivizate în:
- „prévôtés” aflate în sarcina unui „prévôt”
- „vicomtés” aflate în sarcina unui „vicomte” (în Normandia)
- „châtellenie” aflate în sarcina unui „châtelain” (în regiuni din nordul Franței)
- „vigueries” sau „baylies” aflate în sarcina unui „viguier” sau a unui „bayle”(în sudul Franței).

Într-un efort de a reduce încărcătura parlamentelor regionale, anumite „bailliages” au căpătat puteri extraordinare în perioada lui Henric al II-lea: acestea erau numite „présidiaux”. Anumiți seniori - cei cu drepturi de „haute justice” - puteau acorda pedeapsa capitală, dar doar cu acordul tribunalelor de tip „présidial”. Anumite tipuri de crime - crimele comise de vagabonzi, dezertori și jafuri la drumul mare erau tratate de un tip special de judecători „prévôt des maréchaux”, ale cărui sentințe erau definitive.
Judecătorii „prévôts”, sau echivalentul lor, erau judecători de prim nivel pentru ne-nobili sau clerici. Aceștia prezidau singuri, dar trebuiau să se consulte cu avocați („avocats” sau „procureurs”). Apelul contra sentințelor acestora se făcea la nivelul de „bailliage”, care era de asemenea tribunal de primă instanță pentru nobili. Tribunalele „bailliage” sau de tip „présidial” erau de asemenea curți de primă instanță pentru numite crime, „cas royaux”: sacrilegiu, lèse-majesté, răpire, viol, erezie, falsificare de bani, răzvrătire, insurecții și port ilegal de arme.  Apelul contra sentințelor se putea face doar la nivelul parlamentelor regionale.
Cele mai importante tribunaluri de nivel inferior erau „Prévôté de Paris” și „Présidaux de Paris” aceștia fiind responsabili împreunp cu „lieutenant général de police” de menținerea ordinii publice în capitală.

### Curți superioare
Următoarele instituții erau curți superioare de justiție, a căror hotărâri puteau fi revocate doar de către „Rege și Consiliul Său”:
- Parlamentele Regionale - 14 la număr: Paris, Languedoc (Toulouse), Provence (Aix), Franche-Comté (Besançon), Guyenne (Bordeaux), Burgundia (Dijon), Flandra (Douai), Dauphiné (Grenoble), Lorena (Nancy), Metz (anterior Trei episcopate), Navarre (Pau), Bretania (Rennes, temporar la Nantes), Normandia (Rouen) și Dombes (Trévoux). Scopul inițial al parlamentelor era doar de natură juridică, fiind curți de apel pentru tribunalele inferioare dar ulterior au căpătat și un rol legislativ limitat. Cel mai important parlament, atât în ceea ce privește suprafața administrată cât și prestigiul, era Parlamentul de la Paris, care era curtea de primă instanță pentru nobilii cei mai importanți, „Pair de France” și pentru afacerile ce atingeau familia regală.
- „Conseils souverains” (Consilii Suverane) - Alsacia (Colmar), Roussillon (Perpignan), Artois („conseil provincial”, Arras) și Corsica (Bastia). Acestea erau parlamente regionale în teritorii recent cucerite. În cazul Flandrei, Lorenei ș Navarei acestea au devenit cu timpul parlamente.
- „Chambre des comptes” (Camera de conturi) - Paris, Dijon, Blois, Grenoble, Nantes. Camera de conturi supraveghea cheltuielile publice, proteja domeniile coroanei și trata problemele legale legate de acestea.
- „Cours des aides” - Paris, Clermont, Bordeaux, Montauban.  Acestea supravegheau chestiunile din teritoriile cu statut de „pays d'élection”.
- „Chambre des comptes” combinată cu „Cours des aides” - Aix, Bar-le-Duc, Dole, Nancy, Montpellier, Pau, Rouen
- „Cours des monnaies” - Paris; ulterior și Lyon (1704-1771), și după  1766, camerele de conturi din Bar-le-Duc și Nancy. acestea supravegheau masa monetară și metalele prețioase.
- „Grand Conseil” - consiliul judiciar al cacelariei regelui. A fost format în 1497 pentru a trata cererile adresate Consiliului Regelui. Era prezidat de „Chancelier de France” (Cancelarul Franței), șeful sistemului juridic.

## Biserica
Monarhia franceză a fost strâns legată de Biserica Catolică („la France est la fille aînée de l'église” ) iar teoreticienii dreptului divin din perioada Renașterii au făcut aceste legături explicite: Henric al IV-lea nu a putut urca pe tron decât în urma renunțării la credința protestantă. Puterea spirituală a monarhului a devenit vizibilă în momentul încoronării, binecuvântării și ungerii în Catedrala din Reims.

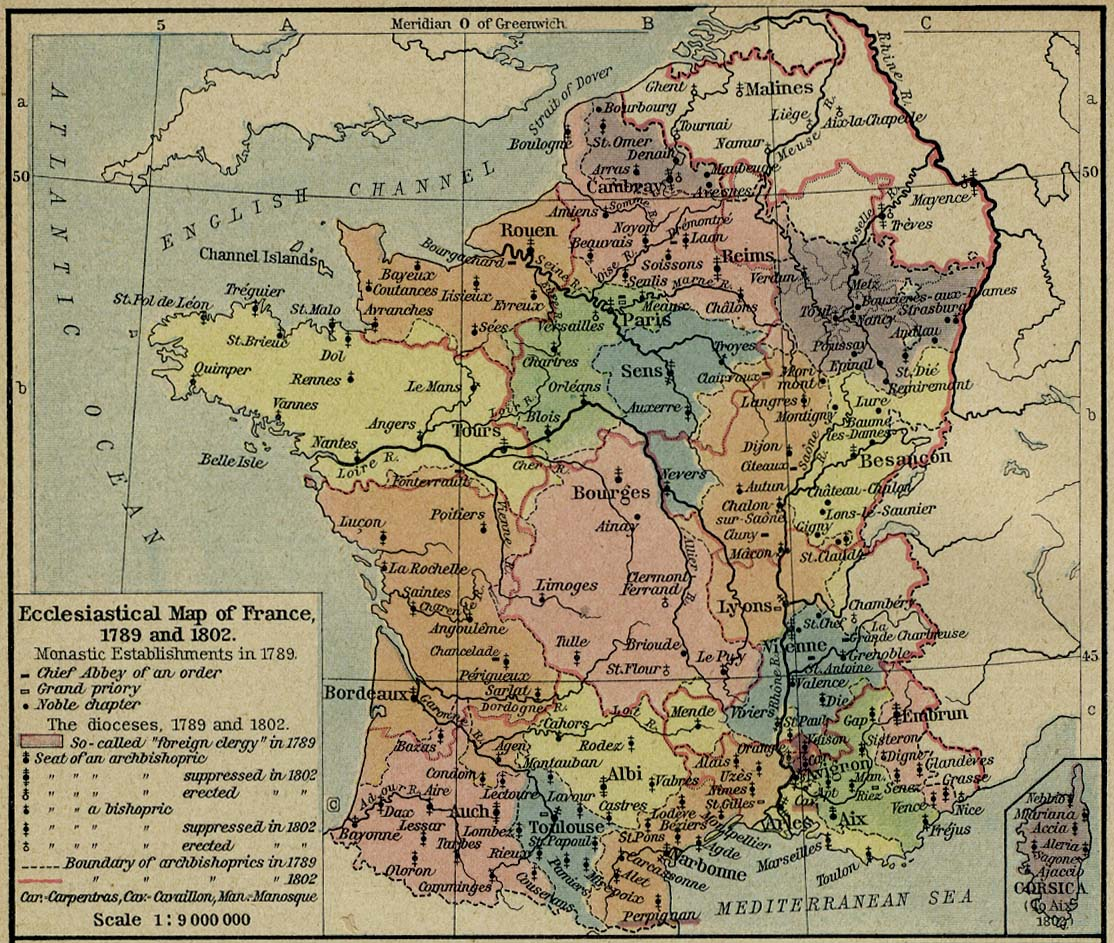
Diocezele Franței 1789

În 1500 existau în Franța 14 arhiepiscopii (Lyon, Rouen, Tours, Sens, Bourges, Bordeaux, Auch, Toulouse, Narbonne, Aix-en-Provence, Embrun, Vienne, Arles și Rheims) și 100 de episcopii; iar până în secolul XVIII numărul acestora a crescut până la 139. Nivelele superioare ale ierarhiei bisericii franceze aparțineau predominant nobilimii vechi și familiilor nobile din curtea regală, numeroase posturi devenind posesiuni ereditare de facto. Pe lângă posesiunile personale ale acestora, ei controlau astfel și fiefurile bisericii în care exercitau dreputri feudale laice.
Rolul politic al bisericii era exersat în calitate de primă stare în Stările Generale, Stările Provinciale Consiliile Provinciale și Sinodurile convocate de monarh pentru a discuta probleme religioase. Biserica avea de asemenea prerogativa de a judeca anumite crime, cel mai notabil caz fiind erezia, cu toate că acestea au devenit treptat competențe ale tribunalelor regale. În cele din urmă, diverși prelați au ajuns să dețină o influență politică importantă, servind regele în calitate de ambasadori, consilieri sau în administrație, Cardinalii Richelieu sau Mazarin ajungând în poziții cheie ale regatului.
Biserica era principalul administrator al școlilor și spitalelor și era instituția principală ce oferea ajutor săracilor. Facultatea de Teologie din Paris (numită deseori Sorbona) era principalul organ de cenzură, revizuind publicațiile din punct de vedere religios. În urma Războaielor religiilor, rolul acesa revine parlașemntului iar în secolul al XVI-lea revine cenzorilor regali.
Din 1438 alegerea episcopilor și a abaților revine adunărilor clerului și respectiv abațiilor, privând astfel papalitatea de puterea de control a bisericii franceze. În 1515 regele Francisc I a încheiat o nouă înțelegere cu papa Leon al X-lea, prin care dreptul de numire al candidaților îi revine regelui, aceștia fiind aprobați de papalitate. Prin aceasta nobilimea a câștigat treptat controlul asupra bisericii, în detrimentul clericilor.
Cu toate că nu plătea taxa cea mai importantă, „taille”, biserica era obligată să plăatească coroanei o taxă numită „don gratuit”, pe care biserica o colecta din rândul clerului, taxă numită la rândul ei „décime”. La rândul ei, biserica colecta o taxă obligatorie din rândul enoriașilor, „dîme”.
Contrareforma a dus la formarea de numeroase noi ordine religioase în Franța (ca de exemplu Ordinul iezuit) și a adus numeroase îmbunătățiri calității clerului. Cu toate că prin Edictul de la Nantes din 1598 era permisă existența bisericilor protestante, în următorii 80 de ani drepturile hughenoților au fost reduse treptat, până când, în 1685 edictul a fost revocat. Aceasta a dus la emigrarea masivă a hughenoților.
Cu toate că biserica a fost puternic atacată de filozofii iluminiști din secolul al XVIII-lea și recrutarea clerului a scăzut semnificativ după 1750, populația a rămas profund catolică, absenteismul în cadrul slujbelor fiind de sub 1%. Biserica a rămas până la Revoluție o instituție puternică, posedând peste 7% din teritoriul țării și generând venituri anuale de peste 150 milioane de livre.